# Cucullia cineracea
Cucullia cineracea là một loài bướm đêm trong họ Noctuidae.